# أحمد رشاد
أحمد رشاد (بالإنجليزية: Ahmad Rashad)‏ (سابقا روبرت إيرل مور؛ مواليد 19 نوفمبر 1949) هو معلق رياضي أمريكي (غالبا مع إن بي سي سبورتس) ولاعب كرة قدم أمريكية محترف سابق.
بدأ بلعب كرة القدم الأمريكية في المدرسة الثانوية في مركز المستقبل الواسع (أحد مراكز اللعب في كرة القدم الأمريكية) مع نادي أوريغون داكز، وانتقل إلى مركز الراكض الخلفي. تم استدعاؤه إلى منتخب الكليات الأمريكي لعام 1971م. ثم انتقل ليلعب في صفوف نادي بوفالو بيلز في عام 1974، والجلوس في موسم 1975 بإصابة في الركبة، وقع مع سياتل سي هوكس قبل موسم 1976، ولعب معه لوقت قصير ثم انتقل إلى مينيسوتا فايكنج (1976-1982)، حيث حصل أربعة اختيارات من برو بول من 1978 إلى 1981.
بعد تقاعده من كرة القدم، انتقل رشاد إلى التلفزيون، حيث عمل كمحلل استوديو ومراسل ألعاب ومذيع للعديد من الألعاب الرياضية، ولا سيما استضافة العروض الأسبوعية للجمعية الوطنية لكرة السلة مع أحمد رشاد (2005-2011). ظهر كنسخة خيالية عن نفسه كشخصية رياضية تلفزيونية في العديد من الأفلام والبرامج التلفزيونية، واستضاف العديد من عروض الألعاب غير الرياضية والبرامج التلفزيونية الواقعية.

## النشأة
ولد روبرت إيرل مور في عام 1949 في بورتلاند، أوريغون، ولعب كرة قدم المدرسة الثانوية في تاكوما، واشنطن. تخرج رشاد من مدرسة ماونت تاهوما الثانوية، وقبل منحة دراسية رياضية في جامعة أوريغون في يوجين. لعب كرة القدم الأمريكية الجامعية تحت قيادة المدرب جيري فراي، وأصبح عضوًا في الأخويات (أوميجا بسي فاي)، وتخصص في التعليم الابتدائي في ولاية أوريغون.
خلال دراسته في الكلية، واجه رشاد مشاكل قانونية في بورتلاند، واتهم بسرقة في نوفمبر 1970. أقر بأنه مذنب بتهمة جنحة مخففة في أوائل عام 1971.
في عام 1972 تحول رشاد من الخمسينية إلى الإسلام. بدأ بدراسة الإسلام في الكلية. بعد مرور عام غير اسمه بشكل قانوني إلى أحمد رشاد. أخذ اسمه الأخير من مرشده المصري الأمريكي عالم الكيمياء الحيوية رشاد خليفة، الذي درس معه اللغة العربية. تم اغتيال خليفة عام 1990.

## البث والتلفزيون
بعد مسيرته الكروية، غطى رشاد مباريات الدوري الوطني لكرة القدم الأمريكية ودوري كرة السلة للمحترفين ودوري كرة القاعدة الرئيسي، كمذيع تلفزيوني ومذيع ألعاب لقناة NBC وقناة ABC، بالإضافة إلى استضافة NBA Inside Stuff لمدة 16 موسماً.
قام ببطولة حلقة من الوحوش. قام رشاد أيضًا بدور البطولة في العديد من البرامج التلفزيونية، بشكل رئيسي تلك التي قامت زوجته آنذاك فيليسيا فيها بالبطولة. في عام 1988 قام بملء روب ويلر في نسخة نهاية الأسبوع من Entertainment Tonight (المعروفة آنذاك باسم Entertainment This Week ). اعتاد مقابلة صديق قديم مايكل جوردان بشكل متكرر أثناء وجوده في NBC. في أوائل عام 2013، أصبح عضوًا في فريق البرنامج الحواري اليومي Morning Drive على قناة الجولف، لكنه غادر ذلك الصيف.

## الحياة الشخصية
تزوج رشاد خمس مرات وطلق أربعا. في عام 1969، تزوج من زوجته الأولى ديدري واترز. في عام 1976 تزوج من زوجته الثانية ماتيلدا جونسون. في عام 1985 تزوج رشاد من الممثلة فيليسيا آيرس-ألن، المعروفة بعملها في مسلسل عرض كوسبي.
في عام 2007 تزوج رشاد من زوجته الرابعة، سيلسون جونسون (الزوجة السابقة لودي جونسون، وريث جونسون آند جونسون الملياردير وصاحب نيويورك جيتس).

## روابط خارجية
- أحمد رشاد على موقع أرشيف الشارخ.
- أحمد رشاد على موقع IMDb (الإنجليزية)
- أحمد رشاد على موقع إن إن دي بي (الإنجليزية)
- أحمد رشاد على موقع قاعدة بيانات الفيلم (الإنجليزية)
- أحمد رشاد على موقع مرجع كرة القدم المحترفة.كوم (الإنجليزية)